# Джиджети
Джиджети (груз. ჯიჯეთი) — село в Грузии, на территории Тианетского муниципалитета края (мхаре) Мцхета-Мтианети.

## География
Село находится в центральной части Грузии, на правом берегу реки Кусно (бассейн Иори), на расстоянии приблизительно 6 километров (по прямой) к северо-западу от посёлка городского типа Тианети, административного центра муниципалитета. Абсолютная высота — 1278 метров над уровнем моря.

## Население
По результатам официальной переписи населения 2014 года в Джиджети проживал 101 человек (55 мужчин и 46 женщин). В национальной структуре населения грузины составляли 100 %.
| Год  | Население, человек |
| ---- | ------------------ |
| 2002 | 238                |
| 2014 | ↘ 101              |